# Melanempis eremnochlora
Melanempis eremnochlora är en biart som beskrevs av Brooks och Gregory B. Pauly 2001. Melanempis eremnochlora ingår i släktet Melanempis och familjen långtungebin. Inga underarter finns listade i Catalogue of Life.